# Shadowsocks
Shadowsocks（シャドーソックス）はSocks5プロキシに基づく暗号化通信を可能とするオープンソースソフトウェア。Apacheライセンス、GPL及びMITライセンスなどによって公開されている多数のソフトウェアにより構成されている。shadowsocksはクライアント側とサーバ側に分かれており、使用前には既存のサーバ上にクライアントを配置する。その後、クライアント側から接続することが可能。現在のプロジェクトは主にRust、Python、C、C++、C#、Go言語などのプログラミング言語で開発されている。

## 削除
2015年8月22日、Shadowsocksの著者・ClowwindyがGitHubからこのプロジェクトを削除した。。25日、同じ目的を持ったGoAgentも著者自身に削除された。数時間後GitHubはDoS攻撃されていた。